# 1797 a tudományban
Az 1797. év a tudományban és a technikában.

## Matematika
- Joseph Louis Lagrange publikálja a Théorie des fonctions analytiques (Az analitikus függvények elmélete) című munkáját.

## Díjak
- Copley-érem: nem került kiosztásra

## Születések
- január 14. - Wilhelm Beer csillagász († 1850)
- május 30. - Carl Friedrich Naumann geológus († 1873)
- november 14. - Charles Lyell geológus († 1875)

## Halálozások
- március 26. - James Hutton geológus (* 1726)